# Jacinta Coleman
Jacinta Joan Coleman (17 de julho de 1974 – 27 de junho de 2017) foi uma ciclista de estrada neozelandesa. Representou Nova Zelândia nos Jogos Olímpicos de Verão de 2000, terminando na décima oitava posição.
Morreu em 27 de junho de 2017 vitima de um câncer de intestino.